# Gnawi
Gnawi eller  L'Gnawi/Simo Gnawi  (på marockanska : لڭناوي) , artistnamn for Mohamed Mounir, född 28 oktober 1988 i Salé, Marocko, är en marockansk rappare.
Gnawi arresterades den 1 november 2019 och anklagades senare för att "kränka" offentliga tjänstemän och myndighet över en video där han förolämmade den marockanska polisen.
Han arresterades två dagar Två dagar efter utgivandet av 3acha cha3b-låten, där han tillsammans med rapparna Weld L'Griya och Lz3er kritiserar de marockanska myndigheterna och gör indirekt en nedsättande hänvisning till den marockanska kungen. Marockanska polisen sa att anklagelserna inte är relaterade till låten och påpekade att de andra två inblandade rapparna inte har arresterats. "Denna rättegång har inget att göra med yttrandefriheten. Detta är ett straffrättsligt ärende", sa polisadvokat Abdelfattah Yatribi i domstolen.

## Diskografi
- "Chti Dib" -  Såg du vargen?  (Maj 2017)
- "Ta7arouch" -  Trakasserier  (december 2018)
- "3acha cha3b" -  Länge leve folket  (oktober 2019)